# Thủy điện Suối Lừm
Thủy điện Suối Lừm là các thủy điện xây dựng trên dòng suối Lừm (Nậm Lừm) tại vùng đất các xã Pắc Ngà và Hang Chú huyện Bắc Yên tỉnh Sơn La, Việt Nam .
- Thủy điện Suối Lừm 1 có công suất lắp máy 20 MW với 2 tổ máy, sản lượng điện hàng năm 80,34 triệu KWh, hoàn thành tháng 10/2013 [4]. Hồ chứa nước ở bản Nậm Lông xã Hang Chú, còn nhà máy phát điện ở bản Lừm Thượng A xã Pắc Ngà, cách 2 km về phía tây. 21°21′47″B 104°12′03″Đ / 21,363013°B 104,20093°Đ

- Thủy điện Suối Lừm 3 có công suất lắp máy 14 MW, khởi công tháng 10/2011, hoàn thành 2015. 21°21′22″B 104°12′11″Đ / 21,356048°B 104,203001°Đ ồ chứa nước và nhà máy phát điện ở bản Lừm Thượng A xã Pắc Ngà, cách 2 km về phía tây. 21°21′12″B 104°10′44″Đ / 21,35326°B 104,178807°Đ